# الکس زوکه
الکس زوکه (به انگلیسی: Alex Szőke؛ زادهٔ ۳ مارس ۲۰۰۰) یک کشتی‌گیر فرنگی‌کار اهل مجارستان است. وی سابقه حضور در المپیک ۲۰۲۰ توکیو را دارد.
از افتخارات وی می‌توان به کسب مدال نقره قهرمانی کشتی جهان ۲۰۲۱ اشاره کرد.

## فعالیت حرفه‌ای

### المپیک ۲۰۲۰ توکیو
زوکه در وزن ۹۷ کیلوگرم کشتی فرنگی المپیک ۲۰۲۰ توکیو حاضر بود که در دور اول آرتور عمروف از جمهوری چک را شکست داد اما در دور بعد به موسی اولویف از روسیه باخت و با توجه به حضور این کشتی‌گیر در فینال، به دیدار شانس مجدد رفت. او در مرحله شانس مجدد گئورگی ملیا از گرجستان را شکست داد اما در دیدار رده‌بندی به تادیوس میچالیک از لهستان باخت و پنجم شد.

### قهرمانی کشتی جهان ۲۰۲۱
زوکه در وزن ۹۷ کیلوگرم کشتی فرنگی قهرمانی کشتی جهان ۲۰۲۱ اسلو شرکت کرد، او در این مسابقات اونیوس ساوتا از اوکراین، پیتر اوهلر از آلمان و جی‌آنگلو هانکوک از آمریکا را شکست داد و به فینال رسید. وی در دیدار نهایی به محمدهادی ساروی از ایران باخت و به مدال نقره رسید.